# William Ewart Gladstone
William Ewart Gladstone (/ˈɡlædˌstən/; 29 tháng 12 năm 1809 – 19 tháng 5 năm 1898), là một chính trị gia thuộc đảng Tự do người Anh. Trong sự nghiệp kéo dài hơn sáu mươi năm, ông làm Thủ tướng Anh 4 giai đoạn tách biệt nhau (1868–74, 1880–85,tháng 2 đến tháng 7 năm 1886 và 1892–94), nhiều hơn bất cứ ai, và nắm quyền Bộ trưởng Tài chính bốn lần. Gladstone cũng là Thủ tướng Anh lâu đời nhất; ông từ chức lần cuối cùng khi ông 84 tuổi.

## Tác phẩm
- William Ewart Gladstone, Baron Arthur Hamilton-Gordon Stanmore (1961).Gladstone-Gordon correspondence, 1851–1896: selections from the private correspondence of a British Prime Minister and a colonial Governor, Volume 51. American Philosophical Society. p. 116.Retrieved 28 June 2010. (Volume 51, Issue 4 of new series, Transactions of the American Philosophical Society) (Original from the University of California)
- William Ewart Gladstone (1898).On books and the housing of them. M. F. Mansfield, NY.Retrieved 15 June 2012.  A treatise on the storing of books and the design of bookshelves as employed in his personal library.
- William Ewart Gladstone (1838).The State in its relations with the Church.London: John Murray Albermarle Street and Hatchard and Son.
- William Ewart Gladstone (1903).The impregnable rock of Holy Scripture (Revised Edition).London: Isbister and Company.
- William Ewart Gladstone (1858).Studies on Homer and the Homeric Age (3 vols).The University Press.
- William Ewart Gladstone (1870).Juventus Mundi – The gods and men of 'the heroic' age (2nd edition, revised).Macmillan and Co.

## Sách tham khảo
- Michael Barker, Gladstone and Radicalism. The Reconstruction of Liberal Policy in Britain. 1885–1894 (The Harvester Press, 1975).
- David Bebbington and Roger Swift (eds.), Gladstone Centenary Essays (Liverpool University Press, 2000).
- E. F. Biagini, Liberty, Retrenchment and Reform. Popular Liberalism in the Age of Gladstone, 1860–1880 (Cambridge University Press, 1992).
- Eugenio Biagini and Alastair Reid (eds.), Currents of Radicalism. Popular Radicalism, Organised Labour and Party Politics in Britain, 1850–1914 (Cambridge University Press, 1991).
- Sydney Buxton, Finance and Politics. An Historical Study. 1783–1885. Volume I (John Murray, 1888)
- F. W. Hirst, Gladstone as Financier and Economist (1931).
- F. W. Hirst, In the Golden Days (Frederick Muller, 1947).
- Philip Magnus, Gladstone: A Biography (1954).
- H. C. G. Matthew, Gladstone. 1809–1874 (Oxford University Press, 1988); Gladstone. 1875–1898 (Oxford University Press, 1995).
- John Morley, The Life of William Ewart Gladstone (Three volumes, 1903).
- Sir Wemyss Reid (ed.), The Life of William Ewart Gladstone (1899).
- Joseph A. Schumpeter, History of Economic Analysis (George Allen & Unwin Ltd, 1954).
- Richard Shannon, Gladstone: Peel's Inheritor, 1809–1865 (1985), ISBN 0-8078-1591-8; Gladstone: Heroic Minister, 1865–1898 (1999), ISBN 0-8078-2486-0.